# ناحیه حجوط
ناحیه حجوط (به عربی: دائرة حجوط) یک ناحیه در الجزایر است که در استان تی‌پازه واقع شده‌است.